# Bildstock (Althausen; Kirchberg, bei Nr. 11)

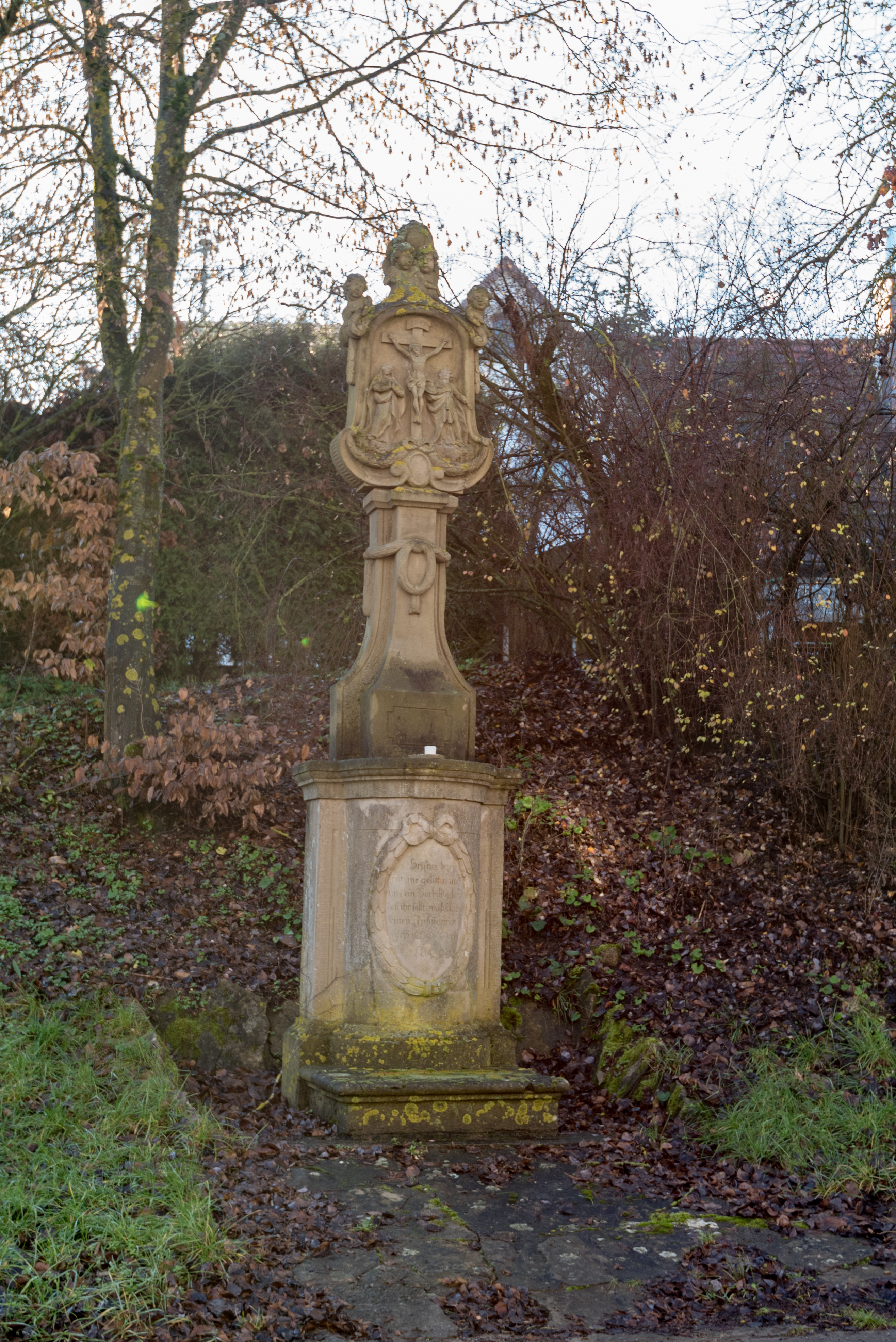
Bildstock in Althausen, Kirchberg, bei Nr. 11

Der Bildstock Kirchberg, bei Nr. 11 befindet sich in Althausen, einem Gemeindeteil der Stadt Münnerstadt im unterfränkischen Landkreis Bad Kissingen, am Kirchberg, bei Nr. 11. Es gehört zu den Münnerstädter Baudenkmälern und ist unter der Nummer D-6-72-135-104 in der Bayerischen Denkmalliste registriert.

## Beschreibung
Der Bildstock besteht aus Sandstein und entstand im Jahr 1803.
Ein 109 cm hoher, vorgewölbter Tischsockel trägt einen 100 cm hohen Mittelteil und einen etwa 70 cm hohen Aufsatz. Der Bildstock ist mit Biedermeiergirlanden verziert.
Auf der Schauseite des Aufsatzes befindet sich ein Relief der Kreuzigung Christi mit Assistenzfiguren. Der Aufsatz wird von Putti bekrönt.
Der Tischsockel trägt folgenden Text:

„Christus hat

für uns gelitten und

uns ein Vorbild gelassen

daß ihr sollt nachfolgen

seinen Fußstapfen.

verri 2. Cap. 21 Vers

1803“

Der Bildstock war früher eine Station bei der Fronleichnamsprozession.